# الغزو الإسباني لهندوراس
غزت إسبانيا هندوراس في القرن السادس عشر في سياق الاستعمار الإسباني للأمريكتين، ودمج الإقليم الذي يضم الآن جمهورية هندوراس -إحدى المقاطعات الخمس في أمريكا الوسطى- ضمن الإمبراطورية الإسبانية. اكتشف كريستوفر كولومبوس هذه الأراضي باسم الملك الإسباني في عام 1502 خلال رحلته الرابعة والأخيرة إلى العالم الجديد. سكن مزيج من الشعوب الأمريكية الأصلية المنطقة المعروفة اليوم باسم هندوراس مثل: المايا ولينكا وبيتش وميسكيتو وسومو وجيكاك وبيبل وشوروتيغا. برز اثنان من الزعماء المحليين بفضل مقاومتهم للإسبان، وهما: زعيم المايا سيكومبا، وحاكم لينكا ليمبيرا.
وصل غيل غونزاليس دافيل إلى هندوراس في مارس 1524، ليكون بذلك أول إسباني يصل إلى هذه الأراضي بهدف الاستعمار، وأسَّس أول ميناء إسباني على ساحل البحر الكاريبي «بورتو دي كابالوس» والذي أصبح نقطة انطلاق مهمة للحملات اللاحقة. واجهت السنوات الأولى من الغزو الأسباني لهندوراس نزاعات بين مختلف المستعمرات الإسبانية التي حاولت غزو الإقليم، ما أدى إلى صراع بين قوات المكسيك وهيسبانيولا وبنما المتنافسة على السيطرة على أراضي هندوراس. أخيراً قسِّمت الأراضي الإسبانية هناك إلى هيغويراس في الغرب وهندوراس في الشرق، ومع سيطرة الإمبراطورية الإسبانية على جميع أنحاء أمريكا الوسطى أصبحت مستعمرة هندوراس -هيغيراس ضالعة في النزاعات الإقليمية مع المستعمرات الإسبانية المجاورة: نيكاراغوا وغواتيمالا وسلفادور.
سلم الإسبان السلطة للسكان المحليين في هندوراس اعتباراً من عام 1530، ولكن سرعان ما اندلعت الاضطرابات والخلافات السياسية بين مختلف الفصائل هناك. فطالب سكان هندوراس بتدخل القائد الإسباني بيدرو دي ألفارادو. وصل ألفارادو في عام 1536، ووضع حداً للفوضى السياسية وهزم سيكومبا أحد أبرز زعماء المايا في وادي أوليا. أسس ألفارادو مدينتين أصبحتا مهمتين فيما بعد هما: سان بيدرو دي بويرتو كابالوس (أصبحت الآن سان بيدرو سولا) وغراسياس آديوس.
عين الملك الإسباني في عام 1537 فرانسيسكو دي مونتيغو حاكماً عاماً على هندوراس، والذي ألغى بمجرد وصوله إلى هندوراس توزيع الأراضي الذي قام به ألفارادو. اندلعت انتفاضة كبيرة في جميع أنحاء هندوراس في تلك السنة بقيادة زعيم اللينكا ليمبيرا الذي صمد لمدة ستة أشهر أمام القوات الإسبانية في معقله الحصين بينول دي سيركوين قبل مقتله في النهاية. فرض مونتيغو وقائده ألونسو دي كاسيريس بسرعة السيطرة الإسبانية على معظم هندوراس بعد هذه الانتفاضة. اكتملت المرحلة الرئيسية من الغزو الأسباني بحلول عام 1539، على الرغم من أن المنطقة الشرقية من هندوراس لم تدخل ضمن الإمبراطورية الإسبانية حتى عدة عقود قادمة.

## جغرافية
تقع جمهورية هندوراس الحديثة في قلب أمريكا الوسطى، وتبلغ مساحتها 112,090 كيلومتر مربع (43,280 ميل مربع) وتعتبر بذلك ثاني أكبر دولة مساحةً في أمريكا الوسطى. معظم أراضي هندوراس جبلية. يحدها من الشمال البحر الكاريبي، ومن الغرب غواتيمالا، ومن الجنوب الغربي السلفادور، ومن الجنوب الشرقي نيكاراغوا. تطلُّ هندوراس في أقصى الجنوب على المحيط الهادئ من خلال ساحلها في خليج فونسيكا، أما ساحلها على البحر الكاريبي فيمتد لمسافة 820 كم (510 ميل)، بينما يمتد ساحلها المطل على المحيط الهادئ لمسافة 153 كم (95 ميل).
تتنوع تضاريس هندوراس إذ تمتلك البلاد أربعة مناطق جغرافية رئيسية، تتكون أكبرها من المرتفعات الجبلية التي تغطي حوالي ثلثي مساحة البلاد، أعلى سلسلة جبلية هي مرتفعات سييرا ديل ميريندون التي تمتد من الجنوب الغربي إلى الشمال الشرقي ويصل أقصى ارتفاع لها إلى 2850 متر (9350 قدم) في نقطة سيرو لاس ميناس. تقع سلسلة جبال نومبري دي ديوس جنوب ساحل البحر الكاريبي وهي أقل وعورة وارتفاعاً من سابقتها، إذ يبلغ أقصى ارتفاع لها 2435 م (7989 قدم). تمتد جبال إنترا ريوس على طول حدود نيكاراغوا، ويتخللها عدد من الوديان ذات الأراضي الخصبة، ويتراوح ارتفاعها ما بين 300 - 900 متر. يمتد وادي سولا من البحر الكاريبي إلى المحيط الهادئ ، ويوفر طريقاً يصل بين المحيطين الأطلسي والهادئ، ويحتوي على نهر أوليا أهم أنهار هندوراس الذي يبلغ طوله 400 كم (250 ميل).
يقع ساحل موسكيتو في الشرق بالقرب من حدود نيكاراغوا، ويتكون من سلسلة من الغابات المطيرة الكثيفة. تشكل الأراضي المنخفضة قرب البحر الكاريبي شريطاً رفيعاً على طول الساحل، ويبلغ عرض الجزء الأوسط من الأراضي المنخفضة بضعة كيلومترات فقط، لكنها تتسع في الشرق والغرب لتشكل سهول ساحلية واسعة. تتواجد منطقة أصغر من السهول الساحلية في الجنوب حول خليج فونسيكا، وتمتد على طول شريط بعرض 25 كم (16 ميل) فقط. تقع جزر باي قبالة ساحل البحر الكاريبي، الجزر الثلاث الكبيرة فيها هي رواتان وأوتيلا وغواناجا، أما الجزر الصغيرة فهي بارباريتا وكايوس كوشينوس وهيلين ومورات، وهناك أيضاً أكثر من 60 جزيرة صغيرة تابعة لهندوراس.

### المناخ
تتمتع هندوراس بمناخ استوائي ينقسم إلى مواسم رطبة وأخرى جافة. تتساقط معظم الأمطار بين شهري مايو وأيلول. تُسجل أعلى درجات حرارة في شهر أبريل في حين أن أبرد شهر هو يناير. تتراوح درجات الحرارة في الأودية والسهول بين 23 – 30 درجة مئوية، في حين أن الجليد يتشكل في المرتفعات التي يزيد ارتفاعها عن 2000 متر.

## هندوراس قبل الاستعمار
عندما وصل الإسبان أول مرة إلى ما يُعرف اليوم بهندوراس، كان معظم السكان المقدر عددهم بنحو 800 ألف نسمة يعيشون في المناطق الغربية والوسطى. شكلت هندوراس منطقة حدودية بين أمريكا الوسطى والمجتمعات البشرية الواقعة في الجنوب الواقعة في الجنوب الشرقي، والتي كانت خارج نطاق التأثير المباشر لأمريكا الوسطى، على الرغم من وجود اتصال مباشر ومستمر لفترات طويلة. تقع أجزاء كبيرة من هندوراس فيما يسمى بالمنطقة الوسيطة، والتي تقع بين أمريكا الوسطى وحضارات جبال الأنديز في أمريكا الجنوبية وتتصف بتطور حضاري وثقافي أقل من الحضارات المجاورة. كانت التطورات الثقافية في هندوراس مرتبطة ارتباطاً وثيقاً بتلك التي تحدث في سلفادور ونيكاراغوا، ومع ذلك فقد عكست أيضاً الروابط الثقافية مع حضارة المايا وغيرها من حضارات أمريكا الوسطى مثل حضارات ساحل خليج المكسيك والمرتفعات الوسطى في المكسيك.

## خلفية الاستعمار
اكتشف كريستوفر كولومبوس العالم الجديد باسم مملكة قشتالة وليون في عام 1492. أبرم مستكشفون آخرون بعد ذلك عقوداً مع التاج الأسباني لغزو الأراضي المكتشفة حديثاً مقابل السلطة ونسبة هامة من الضرائب. أسس الإسبان سانتو دومينغو في جزيرة هيسبانيولا الكاريبية في تسعينيات القرن الخامس عشر. استعمرت إسبانيا منطقة البحر الكاريبي وأنشأت مركز عمليات لها في جزيرة كوبا في العقود الأولى بعد اكتشاف الأراضي الجديدة، وبعد اكتشاف كولومبوس لهندوراس في عام 1502، لم تحدث أي محاولات إسبانية لاستعمارها حتى عام 1524.
عزز الإسبان سيطرتهم على جزر البحر الكاريبي في العقدين الأول والثاني من القرن السادس عشر واستخدموها كنقطة انطلاق لحملات الغزو باتجاه البر الرئيسي للقارة الأمريكية. أطلق الأسبان حملات الغزو من هيسبانيولا، فوصلوا إلى بورتوريكو في عام 1508، وجامايكا في عام 1509، وكوبا في عام 1511، وفلوريدا في عام 1513.
سمع الإسبان شائعات عن إمبراطورية الأزتيك الغنية في البر الرئيسي غرب جزر البحر الكاريبي، أبحر هرنان كورتيس لاستكشاف الساحل المكسيكي الرئيسي في عام 1519، وبحلول أغسطس 1521 كانت عاصمة الأزتك في تينوتشيتلان قد سقطت على يد الإسبان. احتل الإسبان أجزاءً كبيرة من المكسيك في غضون ثلاث سنوات، ووصلوا إلى أقصى الجنوب حتى مضيق تيهوانتيبيك. وأصبحت الأراضي التي احتلت حديثاً إسبانيا الجديدة. كان غزو أمريكا الوسطى الذي حدث بعد ذلك امتداداً للحملة التي أطاحت بإمبراطورية الأزتك، فقام كورتيز نفسه بدور فعال في غزو هندوراس (1524 – 1525).